# Habitación en Nueva York
[[Categoría:Cuadros de {{{3}}}]]
  
  
Habitación en Nueva York es una pintura al óleo sobre lienzo del pintor Edward Hopper. La obra la realizó el autor en el estudio de Nueva York en el año 1932. Actualmente se encuentra expuesta en el museo Sheldon Memorial Art Gallery en Lincoln, Nebraska.

## Estilo
En cuanto al estilo de la obra, Hopper puede ser encuadrado en el realismo americano, o más bien, norteamericano y siempre dentro de las corrientes vanguardísticas.

## Descripción
El espectador del cuadro observa la escena desde el exterior de una ventana negra, con cuatro bloques de mampostería y una columna a su izquierda. Ver la escena desde la ventana provoca un gran realismo a la acción de espiar a los dos personajes que no son conscientes de que están siendo observados. Esta técnica del espionaje es un producto del proceso artístico de Hopper.
El entorno que Hopper pinta es oscuro, con esto se sitúa al espectador en la noche neoyorkina. En cuanto a la composición de la obra, Hopper nos divide el cuadro en dos mitades, y en cada una de ellas nos encontramos como elementos principales a un hombre, en el lado izquierdo, y a una mujer, en el lado derecho. Ella lleva un vestido de color rojo que deja al descubierto su cuello y sus brazos. Se encuentra sentada en un piano tocando con un dedo las teclas del mismo. Su postura es frontal, con la cabeza y los hombros girados hacia el instrumento. Su mitad izquierda está en sombra, y el perfil derecho nos muestra su tez blanca. El hombre es rubio y se halla sentado en un butacón de color rosado. Lleva una camisa blanca cuyas mangas están remangadas, y él está con los codos apoyados sobre sus piernas, mientras lee un periódico.
En cuanto al cuarto donde se encuentran, las paredes son de color verde y en medio de esta hay una mesa de madera de roble al igual que la puerta que está en la parte trasera del cuadro. Distinguimos varios cuadros y, a nuestra derecha, tras el piano una pantalla roja perteneciente a una lámpara.
Hopper admitió que la inspiración para el cuadro la tomó de "atisbos de interiores iluminados vistos mientras caminaba por las calles de la ciudad por la noche".

## Temas de la obra
Hopper se trató de un pintor con una serie de temas a los que recurría a menudo. En esta obra salen dos de los más frecuentes que son: Nueva York, la soledad, y el retrato de las parejas. En cuanto a la ciudad, el pintor tienda a plasmar escenas de la vida americana, de la vida cotidiana de los Estados Unidos.
La novedad en cuanto a este tema, Hopper la introduce con la implicación del espectador con las escenas pintadas. Para situar al espectador, es decir, para situar nuestra mirada, Hopper se sirve de muy concretos recursos plásticos.
La soledad es otro de los grandes temas de Edward. Se le considera el pintor de la soledad de las personas en la vida urbana moderna. Su tratamiento de la soledad es a través de la incomunicación. Represente a una sola persona o a varias, más próximas entre ellas o menos, siempre cuenta con esa nube de soledad alrededor de su obra. Y siempre esto produce la sensación de que los personajes representados se encuentran esperando, conversando o en silencio, a que pase la tarde o que pase el día.
Por último, la vida de las parejas es uno de sus temas habituales y claramente lo encontramos en Habitación en Nueva York. Una pareja atareadas con sus quehaceres en su casa, ajenas la una a la otra. Hopper también pinta otros tipos de parejas en las que percibimos una relación enojosa o frustrante como en: Summer in the City o en Excursion into Philosophy, entre otras.
La estructura de las habitaciones siempre sigue una misma pauta: tenemos con una ventana al exterior que permite la entrada de luz, y esta se refleja en la pared, siempre en atención a ejes verticales y diagonales, evitando la frontalidad, y construye el espacio en el que se sitúan las cosas, el sillón, la puerta, y las personas al igual que las cosas.

## Influencia en su propia obra
Si bien estas parejas alejadas entre sí aparecen en muchas de las obras de Hopper, el historiador de arte Joseph Stanton sugiere que Hotel by a Railroad  podría ser una pieza complementaria de Habitación en Nueva York. El historiador indica que el dúo en el ferrocarril podría ser la misma pareja de la habitación, tres o cuatro décadas después. Señala a modo de comparación que en ambas pinturas, los vestidos de las mujeres son del mismo color, el cabello extremadamente oscuro y la piel pálida. Del mismo modo, los hombres están trajeados de negro sin la chaqueta. Más allá de las similitudes físicas de las dos parejas, la noción de cercanía física pero completa alienación une los dos trabajos juntos.